# James T. Walsh

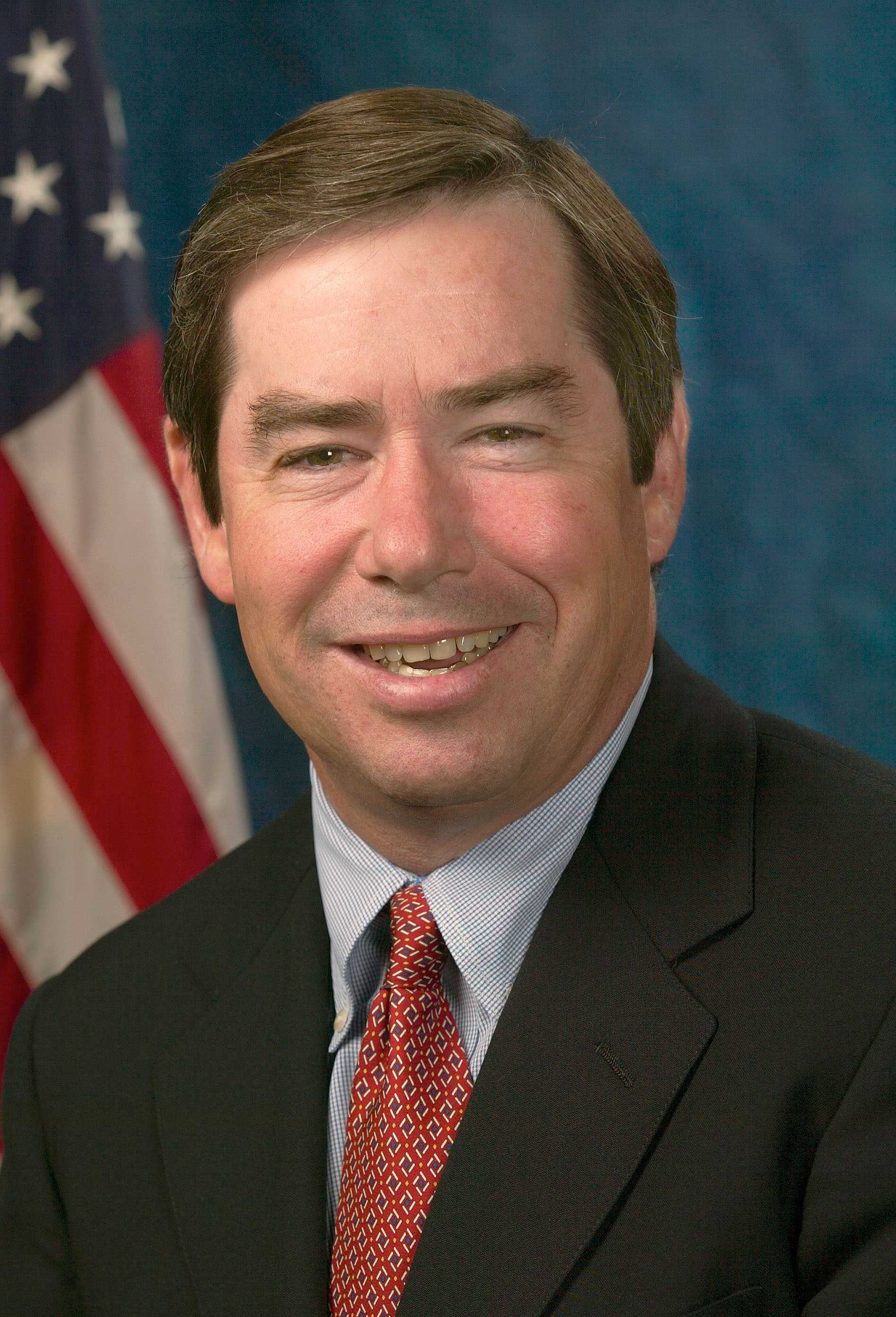
James T. Walsh

James T. Walsh (* 19. Juni 1947 in Syracuse, New York) ist ein US-amerikanischer Politiker. Zwischen 1989 und 2009 vertrat er den Bundesstaat New York im US-Repräsentantenhaus. Der Kongressabgeordnete William F. Walsh war sein Vater.

## Werdegang
James T. Walsh wurde ungefähr zwei Jahre nach dem Ende des Zweiten Weltkrieges im Onondaga County geboren. Er graduierte 1966 an der Christian Brothers Academy in Syracuse. 1970 machte er seinen Bachelor of Arts an der St. Bonaventure University in Allegany. Dann diente er zwischen 1970 und 1972 im US Friedenskorps. Walsh war als Geschäftsführer tätig. Er saß zwischen 1977 und 1988 im Common Council von Syracuse, wo er zwischen 1985 und 1988 den Posten als Präsident bekleidete. Politisch gehört er der Republikanischen Partei an.
Bei den Kongresswahlen des Jahres 1988 für den 101. Kongress wurde Walsh im 27. Kongresswahlbezirk New Yorks in das US-Repräsentantenhaus in Washington, D.C. gewählt, wo er am 4. Januar 1989 die Nachfolge von George C. Wortley antrat. Er wurde einmal wiedergewählt. 1992 kandidierte er im 25. Wahlbezirk von New York für den 103. Kongress. Nach einer erfolgreichen Wahl trat er am 4. Januar 1993 die Nachfolge von Sherwood Boehlert an. Er wurde sechs Mal in Folge wiedergewählt. Da er auf eine erneute Kandidatur 2008 verzichtete, schied er nach dem 3. Januar 2009 aus dem Kongress aus.